# Tallahassee
La ville de Tallahassee (/ˌtæ.ləˈhæ.si/) est le siège du comté de Leon et la capitale de l'État de Floride depuis mars 1824, aux États-Unis, proche du golfe du Mexique et de la frontière avec la Géorgie. Ville administrative abritant le Capitole et de nombreuses administrations d'État, Tallahassee est aussi une ville universitaire avec la présence notable de l'université d'État de Floride (Florida State University), la Florida Agricultural and Mechanical University, ainsi que le Tallahassee Community College (en), trois établissements d'enseignement supérieur qui totalisent plus de 50 000 étudiants. Tallahassee est également un centre régional important pour le commerce et l'agriculture. Lors du recensement des États-Unis de 2020, sa population était de 196 169 habitants (384 298 avec sa région métropolitaine).

## Histoire

### Origines
Le nom « Tallahassee » est un mot amérindien muskogéen souvent traduit par « vieux champs », en séminole, ou « vieille ville ». Ce nom vient probablement des Indiens Creeks (aussi appelés Séminoles) qui migrèrent dans cette région à la fin du XVIIIe siècle et au début du XIXe siècle. Les Creeks ne furent pas les premiers à se rendre compte du succès du terroir des Appalaches en tant qu'agriculteurs : déjà, au XVIIe siècle, plusieurs missions espagnoles s'appuyèrent sur le territoire de la chaîne des Appalaches pour procurer de la nourriture à la colonie San Agustín.
Avant l'arrivée des missionnaires espagnols, le premier Européen à découvrir Tallahassee fut l'explorateur Hernando de Soto, qui y passa l'hiver de 1538 à 1539. Puis, pendant la guerre de 1812, plus précisément lors du controversé raid sur la Floride, Andrew Jackson découvre une ville fantôme. Les mémoires de John Banks, l'un des soldats ayant participé à ce raid, relatent cet événement : 

« Mardi, le 31, nous arrivâmes dans une ville appelée Tallahassee. Les Indiens l'avaient abandonnés avant que nous n'y arrivions. Nous vîmes une Indienne, étendue près d'une mare, morte. Elle n'était apparemment pas morte depuis longtemps ; elle avait été laissée là par les Indiens qui fuyaient au-devant de nous […]. Nous brulâmes la ville. »

### Construction
En 1821, le prince Achille Murat, fils de l'ancien roi de Naples et maréchal d'Empire Joachim Murat et de Caroline Bonaparte, fonde dans ce comté la Lipona Plantation (anagramme de Napoli, en français : Naples). Alors que la Floride devenait un territoire américain sous l'impulsion d'Andrew Jackson, des plans pour construire une capitale furent établis. En effet, à l'époque, deux villes jouent un rôle politique majeur dans l'État : Pensacola et Saint Augustine. Comme aucune des deux villes ne voulaient concéder la direction de l'État à l'autre, et pour éviter de multiples déplacements entre ces deux villes, une capitale d'État doit être choisie. Dr William Hayne Simmons et John Lee Williams quittent alors en juin 1823 respectivement Saint Augustine et Pensacola pour se retrouver à mi-chemin : leurs routes se croiseront à Tallahassee, où dès 1824, la première session parlementaire peut avoir lieu, présidée par William Pope Duval.

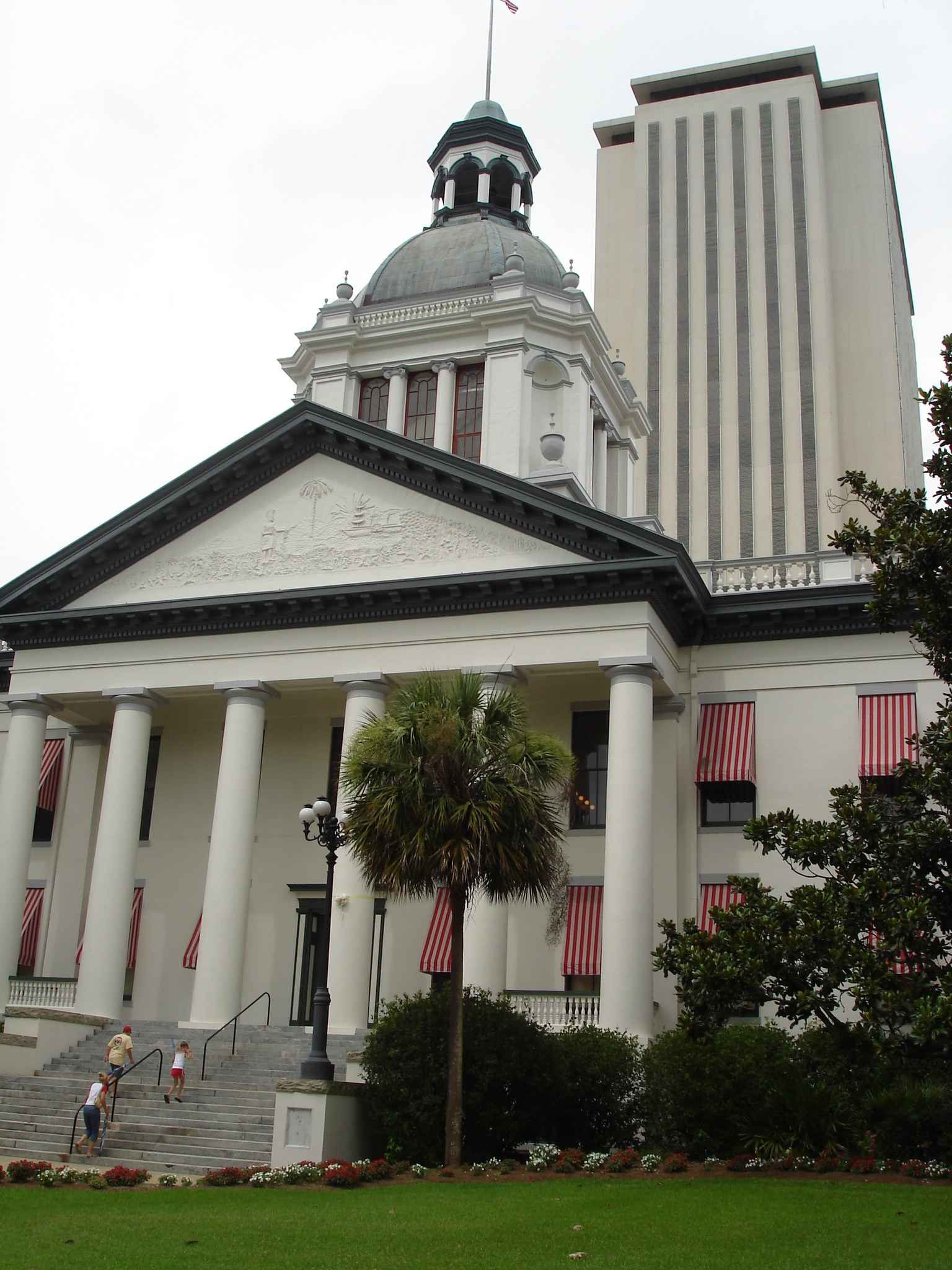
New Capitol (immeuble en arrière-plan) et Old Capitol (bâtiment de style grec au premier plan).

L’année 1845 sera un tournant pour la ville : le 8 mars, les habitants se réunissent pour fêter l'entrée de la Floride dans l'Union, trois jours auparavant. Cette même année, un édifice de style Grec antique est érigé pour servir de siège à la nouvelle capitale : c'est le bâtiment que l'on connaît aujourd'hui sous le nom de « Old Capitol ».
Pendant la guerre de Sécession, Tallahassee fut la seule capitale confédérée à l'est du Mississippi à ne pas être prise par les forces de l'Union.
Après la guerre de Sécession, la plus grande partie de l'industrie de Floride se déplaça vers le Sud et l'Est, une tendance que l'on retrouve toujours à notre époque. L'abolition de l'esclavage mit un sérieux coup d'arrêt à la production de coton et de tabac, et les moteurs de l'économie de l'État devinrent la culture du citron, l'industrie navale voire le tourisme, tous ces secteurs se développant particulièrement dans le sud et l'est pour des questions géographiques ou climatiques.

### XXesiècle

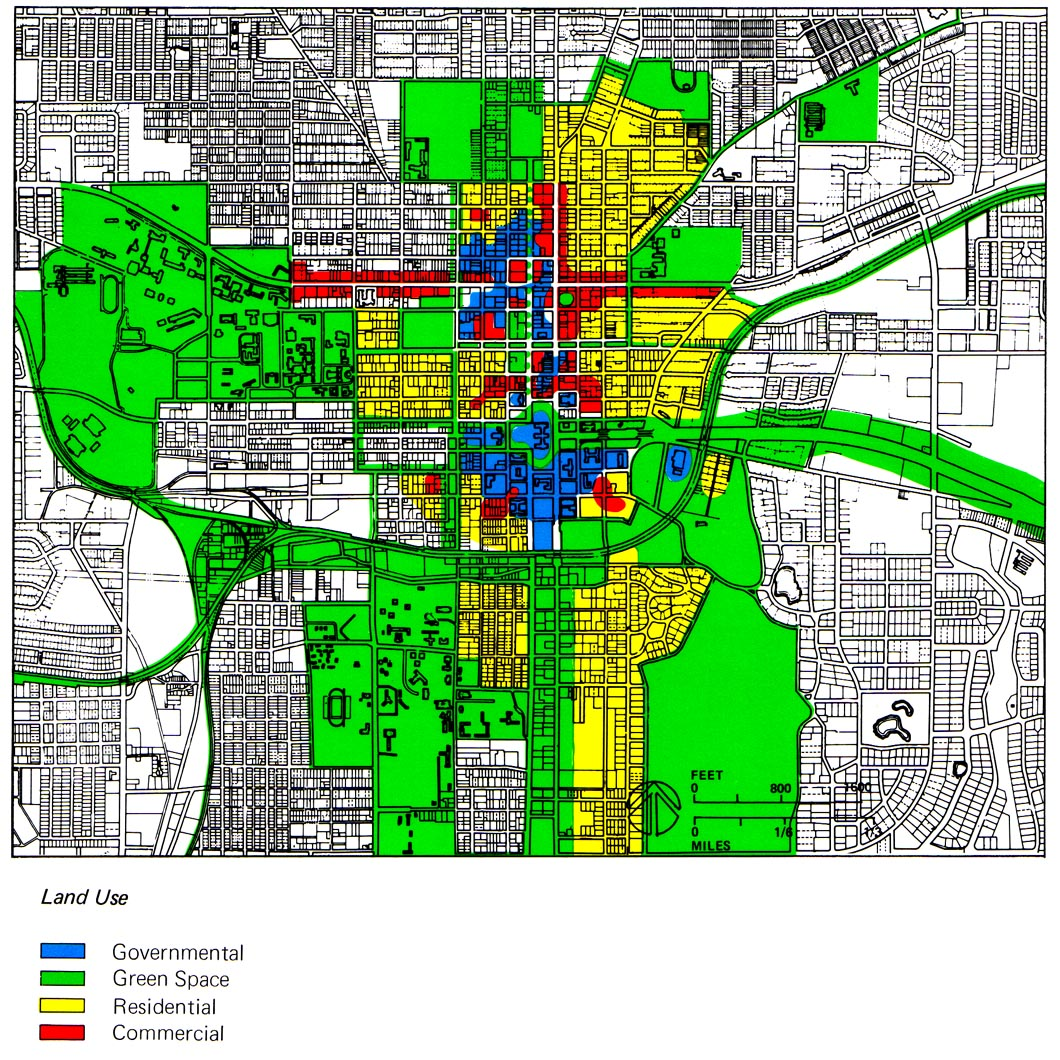
Plan d'occupation des sols

Durant les 35 années qui suivirent la guerre de Sécession, la population de la ville ne s'accrut guère que d'un millier d'habitants. En 1947, elle comptait à peine 22 000 habitants et acquit peu à peu la réputation d'une ville somnolente, malgré la présence de deux institutions d'enseignement supérieur, l'université d'État de Floride et Florida Agricultural and Mechanical University.
Au cours du XXe siècle, Tallahassee demeura une ville administrative calme, où les hommes politiques se rencontraient pour décider de projets concernant Miami ou Tampa, situées à plusieurs centaines de kilomètres de là. Dans les années 1960, un mouvement eut lieu pour essayer de déplacer la capitale à Orlando, plus proche géographiquement des zones peuplées de la Floride. Néanmoins, le statut de capitale de Tallahassee fut confirmé et un important plan de réhabilitation et d'urbanisme fut décidé.
Après avoir estimé la croissance de la ville pour les 25 prochaines années, ce programme projetait la construction de 220 000 m2 de bâtiments gouvernementaux au cœur de la ville, ainsi que 3 500 logements, des jardins publics et d'autres infrastructures. Ce programme se fonda sur la participation des habitants dans le but d'avoir une concertation la plus large possible. Six projets furent sélectionnés, puis fusionnés pour trouver une structure satisfaisant le plus grand nombre, et les constructions eurent lieu dans le quartier du nouveau Capitole, construit en 1978 en face de l'ancien bâtiment.
L'espace disponible au nord fut utilisé pour le développement de bâtiments publics et privés, reliés entre eux par des passerelles au-dessus des rues pour permettre une communication rapide. Le CBD fut construit autour de bureaux administratifs et privés, mélangés avec une zone résidentielle de densité moyenne, avec des centres commerciaux, des restaurants etc. afin d'encourager le développement d'une zone vivante 24 heures sur 24.
Derrière le Capitole, une large zone de sept blocs fut fermée à la circulation pour la création d'un grand centre piéton, avec des bâtiments administratifs comme la mairie (City Hall), le tribunal (County Courthouse), et le parlement d'état (House of Representatives) au Sud, et la maison du gouverneur (Governor’s Mansion) au Nord. Des bâtiments du début du siècle furent conservés pour créer un espace piéton commercial avec des magasins, des cafés et des galeries d'expositions. Les espaces verts du quartier furent étendus, reliant le centre politique aux universités.
Aujourd'hui, Tallahassee est avant tout une ville gouvernementale et l'administration (universités incluses) emploie plus de 40 % de la population active, l'agriculture tenant toujours sa place dans l'économie locale.

## Géographie

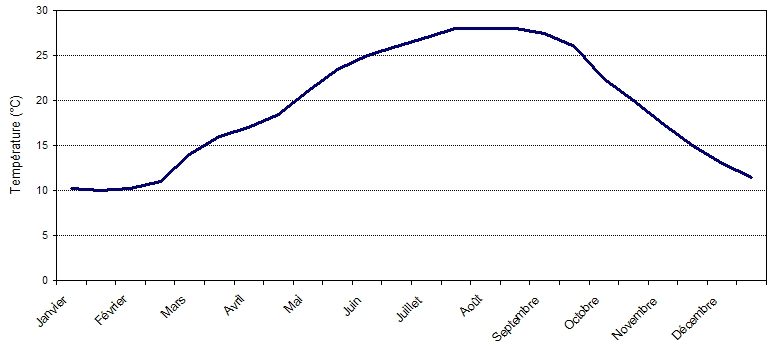
Températures moyennes

D'après le Bureau de recensement des États-Unis, la ville a une superficie de 254,5 km2, dont 247,9 km2 de terre et 6,6 km2 d'eau. Tallahassee est connue pour son terrain vallonné : le Capitole étant situé sur l'une des collines les plus élevées de la ville. L'altitude du terrain varie du niveau de la mer à 65 m.
La faune et la flore sont typiques de ce que l'on peut trouver dans les plaines du sud. Bien que les palmiers poussent effectivement en ville, seules les espèces résistantes au froid (comme Sabal palmetto) sont présentes. Les pins et les chênes sont les arbres majoritaires.

### Climat
L'été est habituellement plus chaud que celui de la Floride péninsulaire, et c'est une des rares villes de l'État dont la température peut monter au-dessus de 37,8 °C soit 38 °C chaque année entre 2 et 8 jours en moyenne . La température moyenne en été est de 33,5 °C. Dans le même temps, la ville connait des températures plus fraîches en hiver : en décembre et janvier, la température moyenne est de 18 °C avec une température minimale autour de 6 °C. En dehors de la nuit, la température est très rarement négative. Le record de température la plus basse enregistrée est de −19 °C, le 13 février 1899.
Étonnamment, la ville a aussi connu plusieurs chutes de neige au cours du XXe siècle, avec un manteau de 8 cm enregistré en 1958. Néanmoins, les habitants de Tallahassee ne peuvent voir des flocons qu'environ une fois tous les quatre ans, et des chutes de neige significatives (manteaux neigeux de plus de 2 cm) ne sont observables que tous les quinze ans. Le printemps est une saison très remarquée avec la floraison d'azalées et de cornouillers fin février début mars. L'automne n'est au contraire pas très prononcé, bien que des feuilles tombent de la mi-novembre à mi-décembre. Tallahassee est la ville de Floride avec le plus grand écart de température durant l'année.
La ville peut être touchée par des ouragans : un ouragan passe dans la région en moyenne tous les trois ans et traverse la ville tous les neuf ans.
| Mois                              | jan.  | fév.  | mars  | avril | mai  | juin  | jui.  | août  | sep.  | oct. | nov. | déc. | année |
| --------------------------------- | ----- | ----- | ----- | ----- | ---- | ----- | ----- | ----- | ----- | ---- | ---- | ---- | ----- |
| Température minimale moyenne (°C) | 3,9   | 5,5   | 8,4   | 11,3  | 16,4 | 20,8  | 22,2  | 22,3  | 20,1  | 14,1 | 8,6  | 5,1  | 13,2  |
| Température maximale moyenne (°C) | 17,6  | 19,8  | 23,3  | 26,7  | 30,7 | 32,9  | 33,5  | 33,2  | 31,4  | 27,6 | 22,9 | 18,7 | 26,6  |
| Précipitations (mm)               | 110,2 | 112,9 | 150,4 | 77,7  | 88,1 | 196,3 | 184,9 | 186,4 | 118,9 | 82   | 88,6 | 99,1 | 1 506 |

## Démographie
| Groupe            | Tallahassee | Floride | États-Unis |
| ----------------- | ----------- | ------- | ---------- |
| Blancs            | 57,4        | 75,0    | 72,4       |
| Afro-Américains   | 35,0        | 16,0    | 12,6       |
| Asiatiques        | 3,7         | 2,4     | 4,8        |
| Métis             | 2,3         | 2,5     | 2,9        |
| Autres            | 1,4         | 3,6     | 6,2        |
| Amérindiens       | 0,2         | 0,4     | 0,9        |
| Total             | 100         | 100     | 100        |
|                   |             |         |            |
| Latino-Américains | 6,3         | 22,5    | 16,7       |

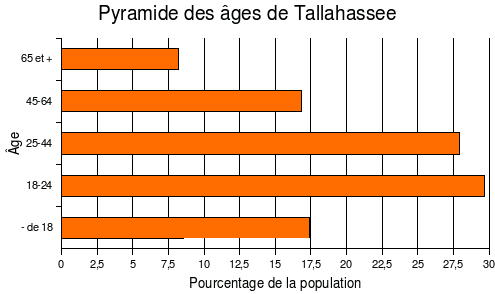
Pyramide des âges de Tallahassee.

Lors du recensement de 2010, la ville compte 74 815 ménages, dont :
- 46,3 % de familles
  - 21,3 % de familles avec des enfants mineurs
    - 11,2 % de couples hétérosexuels avec enfants
    - 8,4 % de familles monoparentales dirigées par une femme
    - 1,7 % de familles monoparentales dirigées par un homme

  - 25,0 % de familles sans enfant mineur
- 53,7 % de ménages non familiaux
  - 34,1 % de personnes vivant seules
    - 6,7 % de personnes de plus de 65 ans.

La population de la ville s'élève en 2010 à 181 376 habitants, dont :
- 17,2 % a moins de 18 ans
- 74,7 % a de 18 à 65 ans
- 8,1 % a plus de 65 ans.

En ce qui concerne l'éducation, le comté de Leon a le plus haut taux de scolarisation de Floride avec près de 50 % de la population ayant fait des études supérieures, notamment grâce à la présence de nombreux établissements universitaires à Tallahassee. Pour comparaison, la moyenne en Floride est de 22,4 % et la moyenne nationale de 24,4 %.
Selon l’American Community Survey, pour la période 2011-2015, 29,7 % de la population vit sous le seuil de pauvreté (15,5 % au niveau national). Ce taux masque des inégalités importantes, puisqu'il est de 40,1 % pour les Afro-Américains et de 22,8 % pour les Blancs non hispaniques. De plus 26,6 % des personnes de moins de 18 ans vivent en dessous du seuil de pauvreté, alors que 33,0 % des 18-64 ans et 8,9 % des plus de 65 ans vivent en dessous de ce taux.
Selon l’American Community Survey, pour la période 2011-2015, 87,52 % de la population âgée de plus de 5 ans déclare parler l'anglais à la maison, 5,07 % déclare parler l'espagnol, 1,09 % un créole français, 0,89 % une langue chinoise, 0,67 % le français et 4,77 % une autre langue.

## Administration

### Vie politique

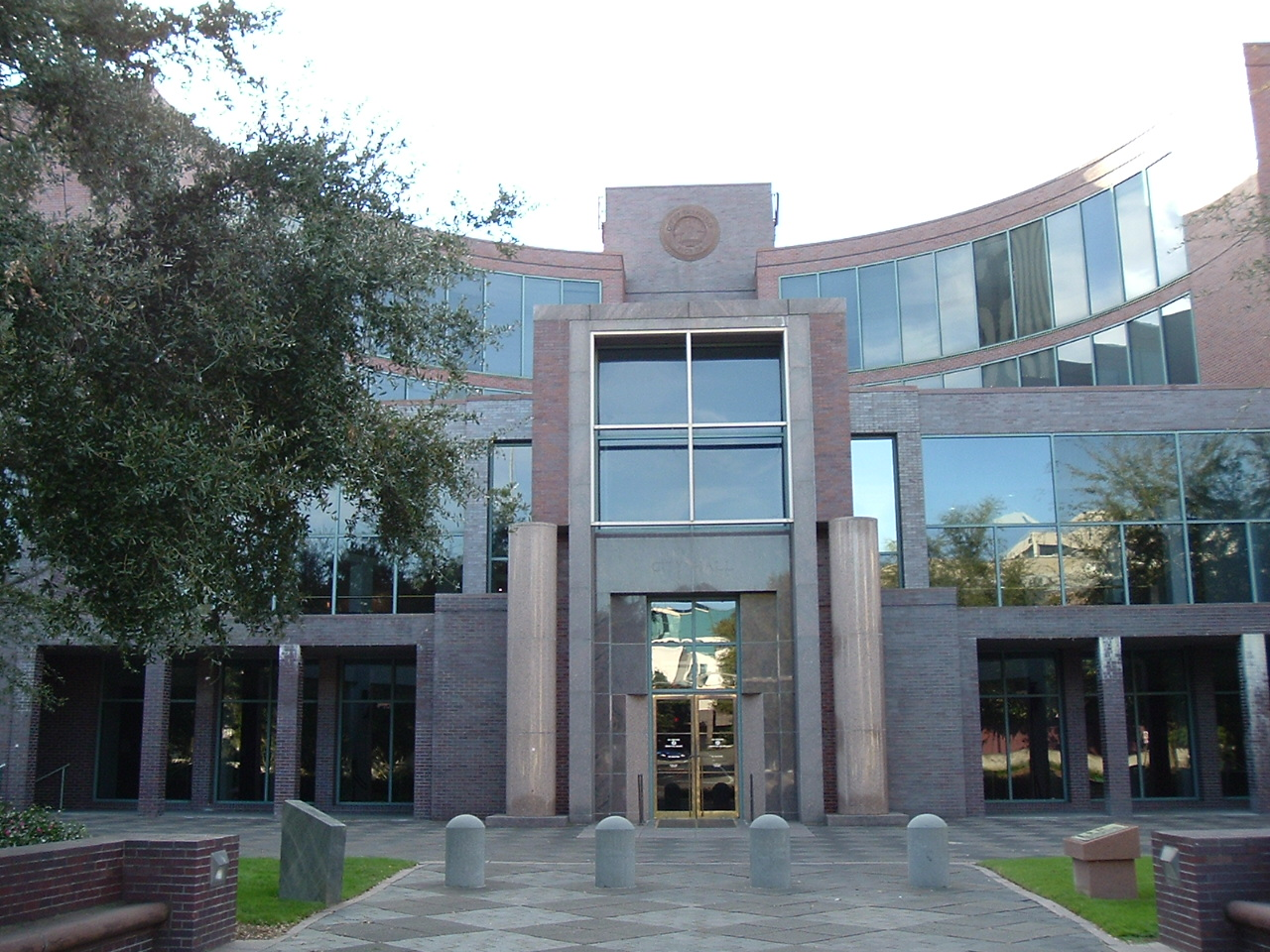
L'hôtel de ville

Bien que la Floride soit très majoritairement un État républicain, Tallahassee a traditionnellement toujours été une ville progressiste, votant en grande majorité démocrate. L'administration de la ville est de type à gérance municipale et comprend une commission de cinq membres, dont le maire, tous élus au suffrage universel pour un mandat de quatre ans.
Depuis le 19 novembre 2018, le maire est John E. Dailey. Le City Manager est un fonctionnaire chargé de diriger l'ensemble des services de la ville et ses 2 800 employés.
| Fonction | Nom            | Parti     |
| -------- | -------------- | --------- |
| Maire    | John E. Dailey | Démocrate |

| Fonction                               | Nom              |
| -------------------------------------- | ---------------- |
| City Manager (Directeur général)       | Anita Favors     |
| City Attorney (Procureur général)      | Lewis E. Shelley |
| City Auditor (Commissaire aux comptes) | T. Bert Fletcher |
| City Treasurer (Trésorier)             | James O. Cooke   |

## Voies de communication et transports

### Aéroports
Deux aéroports desservent la ville : 
- l'aéroport international de Tallahassee (Tallahassee Regional Airport, (code IATA : TLH • code OACI : KTLH • code FAA : TLH) ;
- l'aéroport commercial de Tallahassee (Tallahassee Commercial Airport, code AITA : -, code OACI : -, (code FAA : 68J) qui est un aéroport privé.

### Transports en commun
StarMetro (anciennement TalTran) est un service de bus roulant dans la ville. Il possède 49 lignes de jour (de 6 h à 22 h en semaine et le samedi, de 9 h à 18 h le dimanche) et 5 lignes de nuit : toutes ces lignes sont circulaires, et passent par la gare routière de C. K. Steele Plaza. Bien qu'ils desservent toute la ville, une grande partie de ces bus est dévouée à la desserte des campus de la ville.

### Chemins de fer
CSX, compagnie de fret, dirige deux lignes dans la ville. Le Sunset Limited d'Amtrak avait un arrêt à Tallahassee, mais celui-ci, peu rentable, a été suspendu à la suite du passage de l'ouragan Katrina.

## Enseignement

### Universités
Tallahassee est une grande ville universitaire (college town) avec près d'un tiers de ses habitants étudiant ou travaillant dans l'un des établissements d'enseignement supérieur de la ville. L'université d'État de Floride est le plus important campus de la ville, avec près de 50 000 étudiants, thésards ou professeurs. Ses étudiants se font surnommer les Séminoles (ou de manière concise, Noles) du nom de la tribu indienne vivant dans la région. Les établissements publics de la ville sont : 
- Florida Agricultural and Mechanical University
- Université d'État de Floride
- Tallahassee Community College (en)

et les établissements privés : 
- Barry University School of Adult and Continuing Education – Tallahassee Campus (en)
- Flagler College - Tallahassee Campus
- Keiser University (en) - Tallahassee
- Lewis M. Lively Area Vocational Technical School (en)

## Sports
Tallahassee est surtout réputée pour son haut niveau en sport universitaire : les Noles (diminutif de Séminoles, étudiants de l'université d'État de Floride) brillent en championnat universitaire de football américain et de baseball.

## Culture

### Festivals et événements
- Red Hills Horse Trials
- Springtime Tallahassee
- Southern Shakespeare Festival
- Winter Festival

## Tourisme

### Points touristiques
- Alfred B. Maclay Gardens State Park
- Capitole de l'État de Floride
- Cour suprême de Floride
- Lake Ella (en)
- Lake Jackson
- Lake Jackson Mounds Archaeological State Park (en)
- Lake Talquin
- Mission San Luis de Apalachee (en)
- Myers Park
- Railroad Square Art Park
- Tom Brown Park
- Young Actors Theatre
- Wakulla Springs State Park près de Crawfordville
- Natural Bridge Battlefield State Historic Site (Woodville)
- Challenger Learning Center (en)
- National High Magnetic Field Laboratory

## Jumelages
| Ville | Ville           | Pays | Pays     | Période     |
| ----- | --------------- | ---- | -------- | ----------- |
|       | Konongo (en)    |      | Ghana    |             |
|       | Krasnodar       |      | Russie   | depuis 1984 |
|       | Ramat Ha-Sharon |      | Israël   |             |
|       | Saint-Martin    |      | Pays-Bas |             |
|       | Sligo           |      | Irlande  |             |

## Dans la culture populaire
- La ville de Tallahassee est citée de nombreuses fois dans la série Lost : Les Disparus, le 13e épisode de la 3e saison étant d'ailleurs appelé The Man From Tallahassee.
- Le personnage incarné par Woody Harrelson dans le film Bienvenue à Zombieland prend le surnom de Tallahassee durant tout le film parce qu'il s'agit de sa destination.